# 마츠이 수마코
마츠이 수마코(일본어: 松井 須磨子, 1886년 11월 1일 ~ 1919년 1월 5일)는 일본의 배우, 가수였다.